# Morpho hermione
Morpho hermione är en fjärilsart som beskrevs av Johannes Karl Max Röber 1903. Morpho hermione ingår i släktet Morpho och familjen praktfjärilar. Inga underarter finns listade i Catalogue of Life.